# Panning (Computer)
Panning ist eine GUI-Funktion und bedeutet das Verschieben eines Bildausschnitts. Es wird meist bei Geoinformationssystemen eingesetzt, um den Kartenausschnitt zu verschieben und damit in der Karte zu navigieren. Darüber hinaus ist Panning neben Zoomen und Übergängen zwischen Bildern ein wesentlicher Teil der Ken Burns-Effekt genannten Animierung von Bildern.
Als Cursor-Symbol wird oft eine Hand mit ausgestreckten Fingern verwendet, die beim Herunterdrücken der Maustaste die Finger verkürzt, als ob die Hand zugreift. Mit der gedrückten Maustaste wird dann die Karte verschoben.
Technisch wird bei diesem Drag&Drop die Karte im Hintergrund nachgeladen, wodurch der Eindruck eines verzögerungsfreien Verschiebungsprozesses entsteht.